# Naser Cheshm Azar
Naser Cheshm Azar (31 de dezembro de 1950 - 4 de maio de 2018) foi um músico, compositor e arranjador iraniano. Ficou conhecido pelas inúmeras composições criadas.
Compôs 22 partituras de filmes durante sua vida. Suas partituras mais memoráveis incluem "Rain of Love", "Rising", "Sleep", "Awaiting", "Liberdade", "Rain of Happiness", "Noites de Teerã", "Tehran's Blossoms" e "Dawn of Love".
Foi premiado com diversos reconhecimentos, entre eles, com dois Ouro Simorgh no icônico Fajr Film Festival, no Irã. Também foi premiado por sua trilha sonora para o filme Estranged Sisters no Festival de Cinema da Malásia.
Cheshm Azar morreu de ataque cardíaco em Teerã em 4 de maio de 2018, aos 68 anos.

## Composições
- 2016 Adam Bash
- 2014 Kalashnikov
- 2012 An Sooy e Bonbast
- 2012 Avazhaye Madaraneh
- 2012 Gasht-e ershad
- 2012 The Twelve Seats
- 2011 Bazjooi Dar Cafe Tehran
- 2010 Khabe Bad
- 2009 Superstar
- 2008 A Simple Mistake
- 2008 Pesarha Sarbaz Be Donya Nemiayand
- 2008 Qarantineh
- 2007 Pay Back
- 2007 The Second Wife
- 2006 Gis Borideh
- 2006 Atash bas
- 2005 Taleh
- 2004 Barg-e barande
- 2004 Sham'i dar baad
- 2002 Gharche sammi
- 2002 Saghi
- 2001 Ghazal
- 2000 The Mix
- 1998 Donya-ye varoone
- 1998 Bazgasht-e Parastooha
- 1997 Badalkaran
- 1996 Akharin marhaleh
- 1996 Haft gozargah
- 1996 Kakadu
- 1996 Mah-e mehraban
- 1996 Khaharan-e gharib
- 1995 Chehre
- 1995 Mikhaham zende bemanam
- 1995 Mojazat
- 1994 Cheshm-e sheytan
- 1993 Jib-Borha Be Behesht Nemiravand
- 1993 Tavarish
- 1992 Baziche
- 1992 Enfejar dar otagh-e amal
- 1992 Baanoo
- 1991 Darre-ye shaparakha (as Naser Cheshmazar)
- 1991 Shahr-e khakestari
- 1990 Safar-e Jadui
- 1990 Tamas
- 1990 Ei Iran
- 1990 Hamoun
- 1989 Langar-Gah
- 1989 Sefr-e eshgh
- 1989 Tooba
- 1989 Zir-e bamha-ye shahr
- 1988 Dolar
- 1988 Mahmoole
- 1988 Shirak
- 1988 Zemzemeh
- 1987 Gharibe
- 1987 Jamil
- 1987 Kamingah
- 1987 Shenasayi
- 1987 The Tenants
- 1985 Samandar
- 1985 Taraj
- 1979 Bagh-e boloor
- 1975 So Can I